# Leistungsschutzrecht für Presseverleger
Das Leistungsschutzrecht für Presseverleger ist ein Immaterialgüterrecht in Deutschland. Es dient dem Schutz verlegerischer Leistungen „vor systematischen Zugriffen (…) durch die Anbieter von Suchmaschinen und Anbieter von solchen Diensten im Netz (…), die Inhalte entsprechend einer Suchmaschine aufbereiten (…)(und dadurch) für die eigene Wertschöpfung auch auf fremde verlegerische Leistungen (zugreifen).“ Durch das in den §§ 87f bis 87h des Urheberrechtsgesetzes verankerte Leistungsschutzrecht wird den Presseverlagen das ausschließliche Recht eingeräumt, Presseerzeugnisse zu gewerblichen Zwecken öffentlich zugänglich zu machen, es sei denn, es handelt sich um einzelne Wörter oder kleinste Textausschnitte.
Das Leistungsschutzrecht wurde durch das Achte Gesetz zur Änderung des Urheberrechtsgesetzes vom 7. März 2013 mit Wirkung zum 1. August 2013 eingeführt. In einer den Gesetzesbeschluss begleitenden Entschließung drückte der Bundesrat die Erwartung aus, dass nach der Bundestagswahl 2013 ein Vorschlag zur Novellierung des Gesetzes beschlossen werde, der die Möglichkeiten der Presseverleger zur Durchsetzung ihrer Rechte stärke, dabei die Interessen der Urheber wahre und den Grundsatz der Informationsfreiheit gewährleistete. Nach der Bundestagswahl 2013 verständigten sich die Koalitionsparteien in ihrem Koalitionsvertrag vom 16. Dezember 2013 darauf, das Leistungsschutzrecht hinsichtlich der Erreichung seiner Ziele zu evaluieren.
Im Herbst 2014 wurden schließlich fünf Experten in den Ausschuss Digitale Agenda im Deutschen Bundestag eingeladen, um das Leistungsschutzrecht zu beurteilen. Im Dezember 2014 kamen alle fünf Experten einstimmig zu dem Ergebnis, dass das Leistungsschutzrecht für Presseverleger abgeschafft werden sollte. Die Einführung sei eine „Katastrophe“ gewesen. Auch andere Wissenschaftler bewerteten es zeitgleich als „unausgegoren, kurzatmig, lobbygetrieben“ und forderten ebenfalls die ersatzlose Abschaffung. 2018 sprachen sich in einer Petition rund 4 Millionen Bürger gegen ein geplantes Leistungsschutzrecht auf EU-Ebene aus.
Am 12. September 2019 entschied der EuGH, dass das deutsche Leistungsschutzrecht nicht anwendbar ist, weil die Bundesregierung den Entwurf nicht vorab an die EU-Kommission übermittelt hatte. Für Gesetze, die Dienste der Informationsgesellschaft regulieren, gilt eine Notifizierungspflicht.

## Inhalt
Durch das Leistungsschutzrecht für Presseverleger sollte ursprünglich erreicht werden, dass bereits kleine Ausschnitte aus Zeitungsartikeln für ein Jahr ab Veröffentlichung gesetzlich geschützt sind. Diese sogenannten Snippets sind in der Regel kürzer als drei Sätze und werden häufig im Internet in Suchergebnissen zusammen mit dem Titel und der URL angezeigt. Den Verlagen sollte das ausschließliche Recht eingeräumt werden, Presseerzeugnisse zu gewerblichen Zwecken im Internet öffentlich zugänglich zu machen. Die Anzeige von Snippets in Suchergebnissen wäre daraufhin nicht mehr zulässig gewesen, sofern nicht zuvor bereits eine andere Regelung (Lizenzierung) mit dem Verlag getroffen worden wäre. Der Gesetzentwurf sah vor, dass für die Anzeige der Snippets in Suchergebnissen eine angemessene Vergütung an die Verlage zu zahlen wäre.
Ende Februar 2013 änderte der Rechtsausschuss des Deutschen Bundestages den Gesetzentwurf in entscheidenden Punkten: Suchmaschinen sollen „einzelne Wörter und kleinste Textausschnitte“ nutzen dürfen, ohne den Verlagen Vergütungen zahlen zu müssen. Als Begründung wurde angegeben, dass andernfalls das Grundrecht auf Information eingeschränkt worden wäre. Verwiesen wurde auch darauf, dass der Bundesgerichtshof 2011 entschieden hatte, dass Google „Thumbnails“ genannte Vorschaubilder in Suchergebnissen zeigen darf.

## Diskussion
Leistungsschutzrechte gibt es bereits für einige andere Schutzgegenstände im Urheberrechtsgesetz. Sie sind in den §§ 70 ff. UrhG geregelt. In einer Pressemitteilung des Bundesverbands Deutscher Zeitungsverleger (BDZV) vom 7. Mai 2009 wurde die Forderung nach einem Leistungsschutzrecht für Presseverleger damit begründet,„dass sich die Presseunternehmen gegen eine unentgeltliche Ausnutzung ihrer Angebote im Internet zur Wehr setzen müssten“. Im Koalitionsvertrag wurde diese Forderung aufgegriffen. Dort heißt es in Zeile 4776:

„Verlage sollen im Online-Bereich nicht schlechter gestellt werden als andere Werkvermittler. Wir streben deshalb die Schaffung eines Leistungsschutzrechts für Presseverlage zur Verbesserung des Schutzes von Presseerzeugnissen im Internet an.“

In einer Rede auf dem Zeitungskongress des BDZV im September 2011 sagte Kanzlerin Angela Merkel, dass ein Leistungsschutzrecht in Vorbereitung sei:

„Verlegerische Leistungen kosten Zeit und Geld. Deswegen kann ich auch gut verstehen, dass ein Leistungsschutzrecht für Verleger gefordert wird. Deshalb arbeitet die Bundesregierung derzeit an einem Gesetzentwurf, der das Urheberrecht weiter an die Anforderungen einer modernen Informationsgesellschaft anpassen soll. Wir haben es nicht vergessen; es wird vorangetrieben. Wir streben eine ausgewogene Regelung an, die den berechtigten Interessen aller Beteiligten Rechnung trägt.“

Außerdem kündigte Merkel an, diese Bemühungen auch auf europäischer Ebene voranzutreiben.
Am 5. März 2012 verständigte sich der Koalitionsausschuss der Bundesregierung darauf, im Rahmen des Dritten Korbs der Reform des Urheberrechts ein Leistungsschutzrecht für Presseverleger einzuführen. Die gewerbliche Nutzung von Presseerzeugnissen im Internet soll innerhalb einer Jahresfrist insbesondere für Suchmaschinenbetreiber und News-Aggregatoren kostenpflichtig sein. Inkasso und Verteilung der Entgelte soll eine Verwertungsgesellschaft wahrnehmen. Offen ist dabei weiterhin, wo die Grenze zwischen der kostenpflichtigen gewerblichen Nutzung und der privaten Nutzung verlaufen soll, die weiterhin frei sein werde.
Am 14. Juni 2012 wurde bekannt, dass ein Gesetzentwurf des Bundesministeriums der Justiz zum Leistungsschutzrecht an Ministerien und Lobbykreise verschickt wurde. Dieser Entwurf, der besagt, dass in das Urheberrechtsgesetz die Paragrafen 87f bis 87h eingefügt werden sollen, kursierte auch im Internet.
Am 29. August 2012 beschloss das Bundeskabinett einen modifizierten Gesetzentwurf, der praktisch nur noch auf Suchmaschinen im Internet ausgerichtet ist und auf sämtliche andere mögliche Nutzer von Presseerzeugnissen keinen Einfluss mehr haben soll.
Eine am 16. August 2012 vom Piraten-Politiker Bruno Kramm eingebrachte Petition im Deutschen Bundestag forderte die Ablehnung des Leistungsschutzrechts. Die Zeichnungsfrist endete am 10. Oktober 2012. Das Quorum von 50.000 Unterschriften wurde nicht erreicht.
Am 27. November 2012 hat sich das Max-Planck-Institut für Immaterialgüter- und Wettbewerbsrecht in einer Stellungnahme gegen das Leistungsschutzrecht ausgesprochen.

### Argumente für ein Leistungsschutzrecht

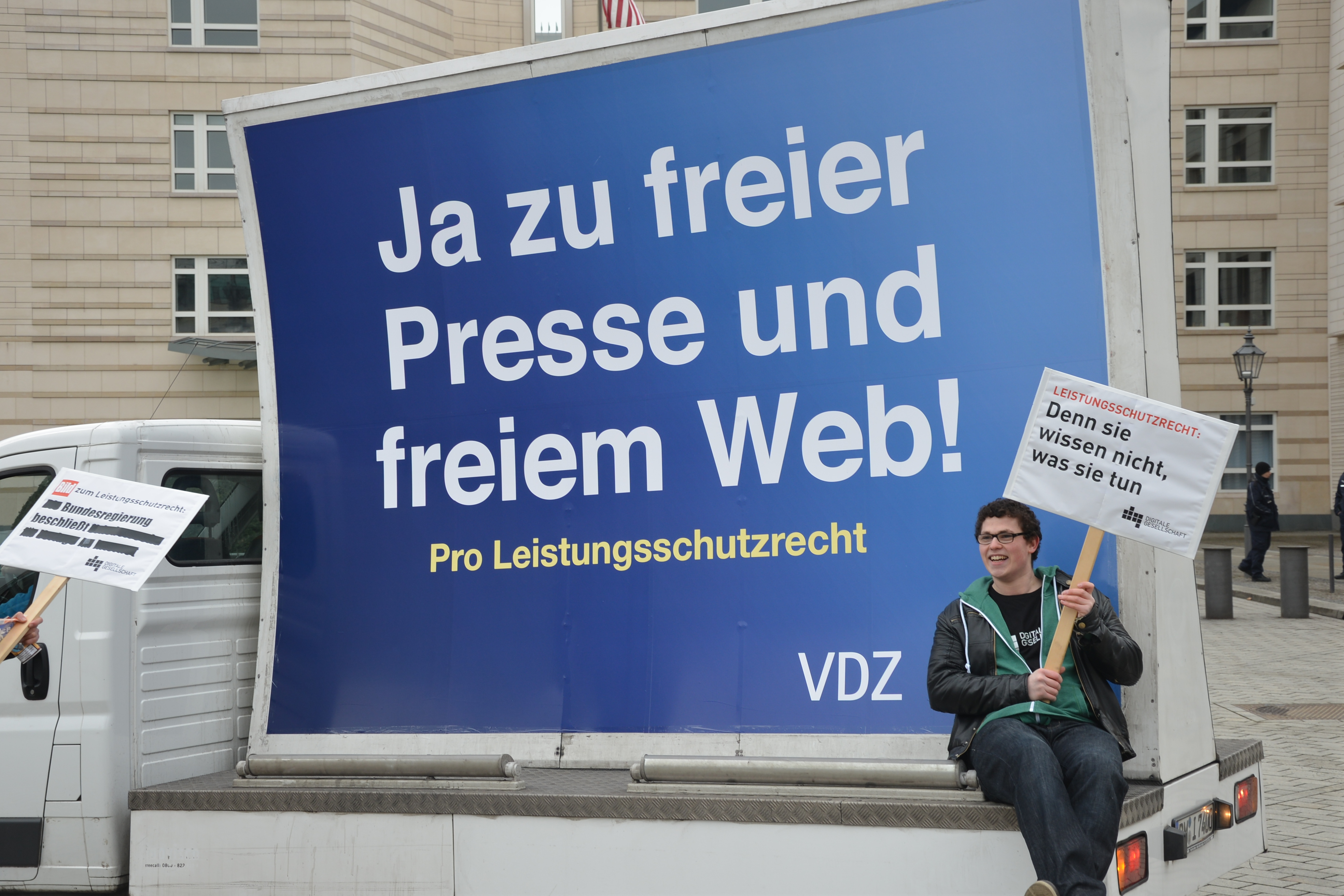
Aufsteller pro Leistungsschutzrecht des VDZ mit einem Gegner des Gesetzes

Für ein Leistungsschutzrecht für Presseverleger wird vorgebracht, es handele sich um eine Schutzlücke, da andere Verwerter wie zum Beispiel Tonträgerhersteller schon ein Leistungsschutzrecht hätten. Das Leistungsschutzrecht sei zudem nötig, um Presseverlage vor einem unlauteren Ausbeuten ihrer Leistung durch Suchmaschinen zu schützen. Internetportale erzielen erhebliche Werbeeinnahmen und setzen Aggregatoren ein, wobei sie aber die Arbeitsergebnisse von Journalisten benutzen, die wiederum von Verlagen bezahlt werden. Daher stehe den Verlagen ein Anteil an diesen Werbeeinnahmen zu.
Der Bundesverband Deutscher Zeitungsverleger vertritt die Auffassung, die Verfolgung der Urheberrechte sei bei systematischer Ausnutzung der Presseinhalte nicht mehr möglich. Als wirtschaftliches Argument werden sinkende Umsätze der Zeitungen, Wochenzeitungen und Publikumszeitschriften von rund 14 Milliarden Euro im Jahr 2000 auf 11 Milliarden Euro im Jahr 2009 und die Verlagerung hin zu Online-Medien angeführt.

### Argumente gegen ein Leistungsschutzrecht

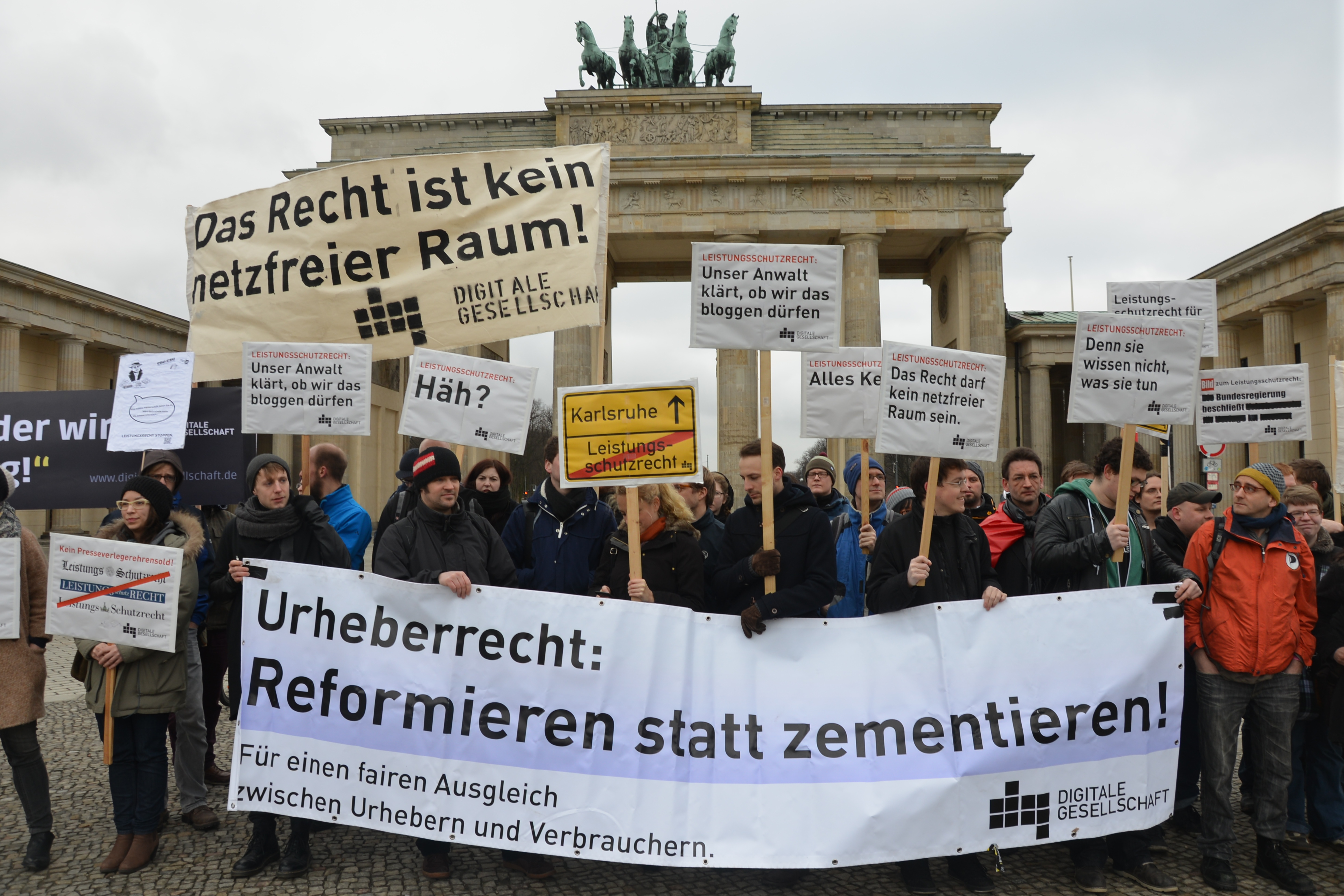
Demonstration gegen das Leistungsschutzrecht, organisiert von dem Verein Digitale Gesellschaft

Gegen ein Leistungsschutzrecht wird vorgebracht, Presseverleger seien schon durch das Urheberrecht hinreichend geschützt. Zudem könne jeder Verleger seine Informationsangebote sichern, indem er diese nicht gratis ins Internet stellt. Daneben sei niemand verpflichtet, seine Texte durch Suchmaschinen erfassen zu lassen, und könne deren Erfassung durch einen einfachen Indizierungsauschluss kontrollieren oder sogar ausschließen. Dabei kann auch, falls gewünscht, nur der Vorschautext abgeschaltet werden. Eine Auflistung in Teildiensten (zum Beispiel Google News) kann ebenfalls blockiert werden.
Weiter wird argumentiert, dass derjenige, der seine Produkte gebührenfrei ins Internet stellt, den freien Fluss dieser Inhalte nicht verbieten könne. Hinter einem Leistungsschutzrecht lauere die mehr oder weniger versteckte Forderung nach einem Gebührenerhebungssystem, das ein grenzüberschreitendes bürokratisches Monster impliziert, welches nicht zuletzt auch die sehr schwierige Abgrenzung zwischen den Leistungen klassischer Medienunternehmen und jenen anderer Akteure des Informationssektors (etwa Blogger) vornehmen müsste. Das Leistungsschutzrecht führe im Ergebnis also zu einer Art Steuer, mit der die Geschäftsmodelle der Presseverleger gestützt werden sollen.
Weiterhin zeigten statistische Analysen, dass es hohe Überschneidungen im Online-Auftritt klassischer Medien gibt, so dass das Pro-Argument der Gefahr einer demokratieschädlichen „Informationsausdünnung“ widerlegt sei. Stattdessen werde eine Differenzierung der Publikationswelt unter anderem durch Blogs realisiert.
Kritiker verwenden nicht selten den Vergleich, das Leistungsschutzrecht für Presseverleger sei ähnlich zu werten, als müssten die Gelben Seiten eine Vergütung an die darin aufgeführten Unternehmen zahlen.
Das RSS-Format ist durch aktuelle Entwürfe zudem in seiner Existenz bedroht. Der Anbieter eines Feedreaders etwa, bei dem Nutzer RSS-Feeds abonnieren können, müsste möglicherweise die Inhalte aller Zeitungsanbieter Deutschlands lizenzieren, auch wenn nur ein Bruchteil der Nutzer wirklich das jeweilige RSS-Feed abonniert. Da eine Kennzeichnung von lizenzpflichtigen Inhalten im Quellcode nicht zwingend ist, hat der Feedreader keine Möglichkeit, nur lizenzfreie Feeds zuzulassen. Die Bundesregierung hat auf Anfragen zu den rechtlichen Auswirkungen auf RSS ausweichend geantwortet, dass die allgemein-abstrakte Regelung nach Verabschiedung des Gesetzes auf konkrete Sachverhalte anzuwenden sein wird und über die Auslegung des Leistungsschutzrechts die Gerichte entscheiden werden.
Allgemein ist diese fehlende Kennzeichnungspflicht auch ein Hauptkritikpunkt am Leistungsschutzrecht. Der Journalist Mario Sixtus beschrieb etwa ein Szenario, in dem journalistische Inhalte niedriger Qualität produziert und von Google indiziert werden; Lizenzgebühren aber würden nur in den AGB vermerkt. Da die AGB nicht automatisch und durch Maschinen verstanden und entsprechend umgesetzt werden können, müsste Google nun Mitarbeiter einstellen, die regelmäßig die AGB aller indizierten Internetseiten  auf plötzliche Preiserhöhungen prüfen, was jedoch aufgrund der gewaltigen Indexgröße von Google kaum möglich erscheint.

## Wissenschaftliche Einschätzung und Gegenstimmen

### IGEL
Im Dezember 2010 entstand die Gegen-Initiative „Initiative gegen ein Leistungsschutzrecht (IGEL)“. Mehrere Organisationen und Internetportale wie der Chaos Computer Club, Creative Commons, der Freitag, Freischreiber, Google, gulli.com, die Heinrich-Böll-Stiftung, netzpolitik.org, Perlentaucher, Spreeblick und Wikimedia Deutschland unterstützen die Aktion. Auch einzelne Journalisten und der Landesverband Brandenburg des Deutschen Journalisten-Verbandes (DJV) haben sich der Aktion angeschlossen.
Die Initiative beschreibt sich selbst:

„IGEL wendet sich gegen ein Leistungsschutzrecht, weil es weder notwendig noch gerechtfertigt ist und bedenkliche Auswirkungen auf die Interessen Dritter und das Gemeinwohl hätte.“

Viele Unterstützer veröffentlichen kritische Beiträge über das Leistungsschutzrecht in Magazinen, Zeitungen und Blogs.
Als erster Verleger sprach sich Georg Schäff vom Donaukurier in Ingolstadt am 26. März 2012 gegen das Leistungsschutzrecht aus.

### Max-Planck-Institut
Das Max-Planck-Institut für Immaterialgüter- und Wettbewerbsrecht veröffentlichte am 27. November 2012 eine Stellungnahme zum Leistungsschutzrecht, die auch von der Deutschen Vereinigung für gewerblichen Rechtsschutz und Urheberrecht sowie von 18 führenden Professoren unterzeichnet worden ist. Darin wird betont, dass die Benutzung von Textausschnitten (Snippets) bereits zum jetzigen Zeitpunkt generell im Urheberrecht geregelt sei, sehr kurze Snippets in der Regel jedoch nicht die für einen Schutz nötige Schöpfungshöhe erreichten. Mit Verweis auf diverse Urteile des Bundesgerichtshofes wird dargestellt, dass eine freie Veröffentlichung im Internet ohne technische Schutzmaßnahmen einer stillschweigenden Einwilligung in die Nutzung von Snippets durch Suchmaschinen gleichkommt.
Das Institut geht davon aus, dass die Verlage selbst bei Inkrafttreten des Gesetzes von ihrem Verbotsrecht keinen Gebrauch machen werden, da dies einerseits schon heute mit „einfachen technischen Mitteln“ möglich wäre und die Verlage andererseits auf die Verlinkung durch Google angewiesen seien. Es wird außerdem auf die Gefahr hingewiesen, dass das Leistungsschutzrecht kleinere Akteure in ihrem Handeln einschränken könnte. Als Folge könnte es zu einer starken Verringerung von Verlinkungen auf deutsche Presseprodukte kommen.
Schutzrechte sollten nicht aus ökonomischen Gründen eingeführt werden, so das Institut, da Suchmaschinen nicht die Möglichkeit der Presseverleger behinderten, eigene Inhalte dem Internet zur Verfügung zu stellen. Vielmehr würden Suchmaschinen die Auffindbarkeit der Presseerzeugnisse fördern.
Das Institut stellt die Frage, warum Inhalte von Verlagen anders behandelt werden sollten als Inhalte anderer Akteure, die ebenfalls auf Investitionen beruhen würden. Es wird vermutet, dass das Gesetz zusätzliche Rechtsunsicherheit schaffen würde, da die Definitionen von „Presseerzeugnis“ sowie deren „gewerblicher Nutzung“ zu vage seien. Bis zu deren höchstrichterlichen Klärung könnten diverse Internetdienste ihren Dienst in Deutschland einstellen oder gar nicht erst starten. Außerdem sehe man einen Konflikt zwischen Autoren- und Verlagsrechten. So liege es nun in der Entscheidungsgewalt des Verlagshauses, ob Artikel in einer Suchmaschine auftauchen würden, selbst wenn der Autor anderer Meinung sei. Einen „unmittelbar durchsetzbaren Rechtsschutz gegen den Verlag“ hat der Autor demnach nicht.
Abschließend geht man davon aus, dass das geplante Leistungsschutzrecht für Presseverleger „leer laufen“ werde. Verleger würden nicht aus Suchindexen gelöscht werden wollen, gleichzeitig wären Suchmaschinenbetreiber allerdings nicht bereit, Lizenzgebühren für Snippets zu bezahlen. Dies könnte zur Vergabe von Gratislizenzen führen und damit zu einem hohen Aufwand ohne direkten Mehrwert. Das Institut kommt zu dem Schluss, dass sich das Leistungsschutzrecht „stets zum Nachteil der deutschen Volkswirtschaft auswirken“ und inländische Nutzer benachteiligen würde. Der Regierungsentwurf lasse sich „durch kein sachliches Argument rechtfertigen“, daher fehle „jede Grundlage dafür, die vorgeschlagene Regelung zu verabschieden“.

### Weitere Gegenstimmen
Die Jugendorganisationen großer Parteien, nämlich die Junge Union, die Jusos, die Grüne Jugend, die Jungen Liberalen und die Jungen Piraten, haben in einer gemeinsamen Stellungnahme das Leistungsschutzrecht abgelehnt. Sie schreiben: „Es ist uns unbegreiflich, dass der Gesetzgeber der Argumentation der Verlegerverbände folgt“.
Auch innerhalb der unterstützenden Parteien des Gesetzes, also der CDU und der FDP, gibt es Gegenstimmen. Der Unionsabgeordnete Siegfried Kauder bezeichnete das Leistungsschutzrecht als „Mogelpackung“, bei dem Gewinne eines Konzerns abgeschöpft und anderen zugeführt würden, was einer Art Google-Steuer entspräche. Auch CSU-Politikerin Dorothee Bär hat sich dagegen ausgesprochen. Sie sagt, der Entwurf würde zu erheblichen Einschränkungen der Kommunikation im 21. Jahrhundert führen, einseitig Interessen vertreten und dem Standort Deutschland schaden. Der FDP-Abgeordnete Jimmy Schulz fordert anstelle des Leistungsschutzrechtes die robots.txt als rechtsverbindlich anzuerkennen.
Am 16. Februar 2013 lehnte die FDP Niedersachsen das Leistungsschutzrecht für Verleger auf ihrem 71. Landesparteitag in Ilsede mit deutlicher Mehrheit ab.
Der Deutsche Journalisten-Verband forderte am 28. Februar die Abgeordneten auf die Zustimmung zum vorliegenden Gesetzentwurf zu verweigern, da die Interessen der Urheber nicht genügend berücksichtigt würden.
Gerald Spindler, Jura-Professor an der Universität Göttingen, schreibt deutlich: „Der Gesetzesentwurf wird einhellig von deutschen Urheberrechtlern zu Recht abgelehnt“ und bezeichnet ihn als „systemwidrig“.
Auch der Bundesverband der Deutschen Industrie (BDI) hat sich gegen das Leistungsschutzrecht ausgesprochen, da Firmen eine „unkalkulierbare Lizenzierungspflicht“ drohe.
Der Deutsche Anwaltverein schreibt in einer Stellungnahme, dass die für die Einführung eines Leistungsschutzrechts angeführten Argumente nicht überzeugen. Weiterhin wird kritisiert, dass die Gefahr bestehe, dass das als Schutz gedachte neue Recht in der Praxis leerläuft, gleichzeitig aber die Leistungsfähigkeit sozial nützlicher Angebote wie z. B. Suchmaschinen nur auf dem Gebiet der Bundesrepublik Deutschland einschränkt.
Das Amt des Handelsvertreter der Vereinigten Staaten prüft momentan eine Anzeige der Computer & Communications Industry Association. Hier wird vor allem eine künstlich aufgebaute Markteintrittsbarriere sowie ein Subventionsmodell für Presseverleger zulasten anderer Unternehmen kritisiert, was prinzipiell einer Steuer entspreche. Das Leistungsschutzrecht verstoße ferner gegen die Berner Übereinkunft, die besagt:

“It shall be permissible to make quotations from a work which has already been lawfully made available to the public, provided that their making is compatible with fair practice, and their extent does not exceed that justified by the purpose, including quotations from newspaper articles and periodicals in the form of press summaries.”

„Es ist zulässig, Zitate aus einem Werk zu machen, das bereits rechtmäßig der Öffentlichkeit zugänglich gemacht wurde, sofern ihre Herstellung mit der fairen Praxis vereinbar ist und ihr Umfang nicht über das durch den Zweck gerechtfertigte Maß hinausgeht, einschließlich Zitate aus Zeitungsartikeln und Zeitschriften in Form von Pressezusammenfassungen.“

Sogenannte Presserundschauen sind hier also ausdrücklich erlaubt. Im Falle einer Anerkennung der Anzeige drohen Handelssanktionen für Deutschland. Der sogenannte Special 301 Report enthält normalerweise nur Staaten, deren Monopolrechtsschutz nicht weit genug geht. Mit Deutschland könnte erstmals ein Land auf die Liste kommen, weil es entsprechende Monopolrechte vergibt.
Google Inc. startete im November 2012 die Kampagne Verteidige Dein Netz. Ziel ist es, dass sich die Nutzer an ihren jeweiligen Bundestagsabgeordneten wenden, damit dieser gegen das Gesetzesvorhaben stimmt. Diese Kampagne wurde von Verlegerseite als „kontraproduktiv“ bezeichnet; Google tarne seine eigenen Interessen als Gemeinwohl und versuche sein intransparentes Geschäftsmodell aufrechtzuerhalten.

## Kritik an medialer Berichterstattung
Die mediale Berichterstattung zum Leistungsschutzrecht wurde vielfach kritisiert. Der Medienjournalist Stefan Niggemeier veröffentlichte hierzu etwa mehrere Episoden mit dem Titel Lügen fürs Leistungsschutzrecht, in denen er scharfe Kritik an den Medien übte, vor allem in Bezug auf Zensur und Fehlinformation.
So blieb etwa das kritische, von 18 Professoren unterzeichnete Gutachten zum Leistungsschutzrecht des Max-Planck-Instituts trotz mehrerer dpa-Meldungen weitgehend unbeachtet, während über andere unbedeutendere Befürworter berichtet wurde.
Auch wurde oftmals behauptet, Google würde Inhalte der Verlage widerrechtlich übernehmen. Ein in der Main-Post und der Augsburger Allgemeinen erschienener Artikel behauptet etwa:

„Der amerikanische Internetriese sammelt Texte ohne Rücksicht auf Urheber und Verlagsrechte in speziellen Nachrichtenportalen.“

Jedoch können Verlage Google jederzeit mit Hilfe der robots.txt den Zugriff verweigern. Des Weiteren wird durch Snippets das Urheberrecht nicht verletzt. Zudem ist es möglich, die Snippets abzustellen, aber trotzdem in den Suchergebnissen angezeigt zu werden. Für Google News ist außerdem eine gesonderte Registrierung mittels eines Formulars bei Google nötig.
Vom Handelsblatt wurde des Weiteren die Behauptung verbreitet, dass Google Suchergebnisse „über Stunden“ zu seinen Gunsten zensiert und Google-kritische Beiträge sowie Berichte über die Debatte zum Leistungsschutzrecht entfernt habe.
Der Verband Deutscher Zeitschriftenverleger behauptete zudem, dass die Anzahl der Befürworter des Gesetzes die Zahl der Kritiker übersteige. Doch während außer den Verlegern keine weiteren Unterstützer des Gesetzes bekannt sind, wurde es von vielen Industrieverbänden und Organisationen abgelehnt.

## Reaktionen auf die Einführung
Bevor das Leistungsschutzrecht am 1. August 2013 in Kraft getreten ist, hatte sich Google Deutschland im Juni 2013 an die Presseverleger gewandt. Diese sollten Google mitteilen, ob sie auf die Ansprüche aus dem Gesetz bezüglich Google News verzichten und diesem eine kostenlose Lizenz gewähren. Andernfalls würden ihre Inhalte ab dem 1. August nicht mehr in Google News gelistet; in der normalen Suche blieben sie jedoch weiterhin. Zur Begründung führte Google an, dass von Google News weltweit jeden Monat sechs Milliarden Nutzer weiter auf die Seiten von Medien klicken und Google daher einen echten Mehrwert für die Verleger bedeute.
Kurz vor Inkrafttreten des Leistungsschutzrechts wurde am 30. Juli 2013 bekannt, dass viele der stärksten Befürworter des Gesetzes, darunter die Verlage Axel Springer, Burda und FAZ, durch Annahme des von Google geforderten „Opt-in“ einer weiteren unentgeltlichen Listung in Google News zugestimmt haben.
Nicht nur Google setzte Maßnahmen gegen das Leistungsschutzrecht um. Seit Anfang August 2014 zeigen die Webportale GMX, Web.de und T-Online keine Suchresultate mehr für Inhalte von Axel Springer und anderen Verlagshäusern an, die ihre Leistungsschutzrechte durch VG Media vertreten lassen.  Auch weniger bekannte Suchmaschinen schränken ihre Dienste vorsorglich ein oder wurden inzwischen wegen des Leistungsschutzrechts gänzlich eingestellt. Indes besitzt Google als einzige Suchmaschine eine unentgeltliche Lizenz der VG Media. Dies wird regelmäßig als Wettbewerbsverzerrung und Stärkung der monopolähnlichen Situation des deutschen Suchmaschinenmarktes beurteilt.

## Leistungsschutzrecht und EU
Die EU-Kommission wollte nach dem Vorbild des deutschen und spanischen Leistungsschutzrechtes ein allgemeines Leistungsschutzrecht auch in der EU einführen. Die Kommission gab eine Studie in Auftrag, über deren Ergebnisse im Jahr 2017 in einer Entwurfsfassung berichtet wurde. Im Entwurf betonten die Autoren, das bisherige Leistungsschutzrecht habe nicht nur Vorteile. Der Europaabgeordnete Felix Reda kritisierte die Vorgehensweise, insbesondere die Nichtveröffentlichung, und bekam schließlich aufgrund der Informationsfreiheit Zugang zu dem Text.